# GeldKarte

GeldKarte-Logo

Die GeldKarte war eine elektronische Geldbörse in Deutschland, die von 1996 bis 2024 angeboten wurde. Die Guthabenkarte wurde von beteiligten Kreditinstituten und Banken ausgegeben. Dabei übernahm die EURO Kartensysteme GmbH (EKS) mit Sitz in Frankfurt am Main, ein Gemeinschaftsunternehmen der Deutschen Kreditwirtschaft (DK), die zentralen Aufgaben des Systems im gemeinsamen Interesse der deutschen Banken und Sparkassen.
Die GeldKarte litt unter einer schwachen Akzeptanz und wurde schließlich durch das kontaktlose Bezahlen völlig verdrängt. Eine Reihe von Kreditinstituten und Handelspartnern gaben ab 2014 ihren Ausstieg aus dem System bekannt. Seit 2020 wurden keine neuen Karten mit der Funktion mehr ausgegeben, 2022 wurde die Einstellung des Systems zum Ende 2024 beschlossen, als die letzten ausgegebenen Karten abliefen. Eine Auszahlung des Guthabens war bis 31. März 2025 möglich.

## Allgemeines
Als elektronische Geldbörse ermöglichte die Geldkarte bargeldlose Offline-Zahlungen ohne Benutzeridentifizierung (ohne PIN-Prüfung und ohne Unterschrift) von kleinen Geldbeträgen. Die Bezahlung erfolgte dabei mit einem vorbezahlten Guthaben, welches auf einer Chipkarte („Geldkarte“) gespeichert war.
Der Maximalbetrag, der auf eine Geldkarte geladen werden konnte, betrug 200 Euro. Grundsätzlich gab es zwei Arten von Geldkarten, die sich in der Handhabung vor allem beim Ladevorgang unterscheiden:
- Girokonto-bezogene Geldkarte: Die Girokonto-bezogene Geldkarte war eine normale girocard mit Geldkartenchip und -funktion. Diese konnte an vielen Geldautomaten und an separaten Ladeterminals bis maximal 200 Euro aufgeladen werden. Das zugehörige Girokonto wurde dabei mit dem gewählten Betrag belastet.
- White Card, kontoungebundene Geldkarte: Die White Card war eine Chipkarte im Standard-Scheckkartenformat, die nur die Geldkarten-Funktion beinhaltete. Die Karte konnte gegen Bargeld am Bankschalter aufgeladen werden. Es existierten Ladeterminals mit zwei Kartenschlitzen, an denen eine White Card gegen eine girocard aufgeladen werden kann. Beim Aufladen erfolgt über die girocard eine Verfügung vom Girokonto wie bei einem Geldautomaten, das Geld wird nicht bar ausgegeben, sondern auf den Geldkartenchip der White Card geladen.

Beide Arten von Geldkarten konnten zudem über das Internet aufgeladen werden.

## Benutzungsmuster
Der erste Feldversuch fand 1996 in Ravensburg statt. Trotz großer Werbeanstrengungen zeichnete sich bereits damals eine geringe Akzeptanz des Systems bei Händlern wie bei Kunden ab. Die Bestrebungen waren auf das „falsche“ Segment (den Einzelhandel) konzentriert. Obwohl Kundenkarten und EC-Karten der Banken und Sparkassen den Geldkartenchip häufig bereits enthalten und damit im Jahr 2006 etwa 64 Mio. Geldkarten ausgegeben waren, wurden in der Vergangenheit nur 15 % genutzt. Die Zigarettenautomatenregelung bescherte dem System jedoch großen Zulauf. Im Vergleich zum Vorjahr stieg die Anzahl der Bezahlvorgänge im Jahr 2007 um 25 % und der Umsatz steigerte sich um über 40 %. Nach Angaben des Bundesverbandes der Deutschen Volksbanken und Raiffeisenbanken (BVR) von 2018 sind hingegen nur 0,75 % der ausgegebenen Geldkarten aktiv genutzt worden.
Am häufigsten wurde die Geldkarte beim Bezahlen an Automaten für Fahrkarten, Parkscheine und zur Altersüberprüfung an Zigarettenautomaten genutzt. Der Hauptgrund ist, dass bei der Bezahlung mit Münzgeld für die Wartung, Sicherheit und insbesondere das Leeren der Münzschächte und Zählen der Einnahmen hohe Kosten anfallen. Zudem ist die Echtheitsprüfung von Bargeld vergleichsweise fehleranfällig. Das Risiko, Falschgeld anzunehmen oder andererseits Kunden wegen lediglich abgenutzten Bargeldes abzuweisen, ist daher hoch.
Insbesondere Unternehmen und Verbände mit mehreren tausend Automaten oder generell hohen automatisierten Bargeldumsätzen versuchten deshalb, die Akzeptanz der Geldkarte mit geldwerten Anreizen zu erhöhen. So waren zum Beispiel beim Münchner Verkehrsverbund (zuletzt jedoch nur noch an den Automaten der DB) Einzelfahrscheine zum äquivalenten Preis von Mehrfahrtenkarten erhältlich, wenn mit der Geldkarte bezahlt wird.
Laut Statistik der Deutschen Kreditwirtschaft zahlten Verbraucher 2012 insgesamt 119,2 Mio. Euro mit der GeldKarte. Der durchschnittliche Transaktionsbetrag lag bei 3,04 Euro. Insgesamt haben Nutzer im Jahr 2012 über 141 Mio. Euro auf die Prepaid-Börse geladen. Der durchschnittliche Ladebetrag betrug damit 28 Euro.

## Ladevorgang
| Jahr | Lade- vorgänge (Mio.) | Auflade- betrag (Mio. €) | Zahl- betrag (Mio. €) | Bezahl- vorgänge (Mio.) | Quelle      |
| ---- | --------------------- | ------------------------ | --------------------- | ----------------------- | ----------- |
| 1996 |                       |                          | 3,9                   | 0,3                     | [ 7 ]       |
| 1997 |                       |                          | 44,6                  | 4,2                     | [ 7 ]       |
| 1998 |                       |                          | 89,3                  | 13,6                    | [ 7 ]       |
| 1999 |                       |                          | 73,7                  | 20,7                    | [ 7 ]       |
| 2000 |                       |                          | 72,8                  | 26,6                    | [ 7 ]       |
| 2001 |                       |                          | 68,1                  | 29,4                    | [ 7 ]       |
| 2002 |                       |                          | 77,0                  | 35,9                    | [ 7 ]       |
| 2003 | 4,2                   |                          | 76,7                  | 37,4                    | [ 7 ]       |
| 2004 | 4,2                   |                          | 82,6                  | 38,3                    | [ 7 ]       |
| 2005 | 4,4                   |                          | 89,0                  | 37,8                    | [ 7 ]       |
| 2006 | 5,0                   | 104                      | 104,4                 | 42,3                    | [ 7 ]       |
| 2007 | 6,5                   | 172                      | 148,3                 | 52,8                    | [ 7 ]       |
| 2008 | 6,0                   |                          | 137,5                 | 48,9                    | [ 7 ]       |
| 2009 | 5,7                   | 152,0                    | 130,6                 | 45,0                    | [ 8 ] [ 9 ] |
| 2010 | 5,5                   | 156,7                    | 128,6                 | 42,6                    | [ 10 ]      |
| 2011 | 5,3                   | 148,2                    | 125,0                 | 41,3                    | [ 11 ]      |
| 2012 | 5,0                   | 141,0                    | 119,2                 | 39,2                    | [ 12 ]      |
| 2013 | 5,0                   | 141,2                    | 118,4                 | 37,7                    |             |
| 2014 |                       | 142                      | 118                   |                         | [ 13 ]      |
| 2015 | 4,5                   | 133                      | 109                   | 32                      | [ 14 ]      |
| 2016 | 4,0                   | 117                      | 96,8                  | 29,1                    | [ 15 ]      |

Die Geldkarte konnte an den meisten Geldautomaten und in Filialen von Kreditinstituten aufgeladen werden. Dabei kommunizierte die Geldkarte über das Ladeterminal als Vermittlungsstelle mit der zuständigen Ladezentrale. Diese Ladezentrale autorisierte Ladebeträge und kommunizierte anschließend sowohl mit der Kundenbank zur Verrechnung des Ladebetrages mit dem Kundenkonto als auch mit einer Händlerevidenzzentrale, welche ein Schattenkonto zu jeder Geldkarte führte. In einem Schattenkonto wurden der geladene Betrag in jeder Geldkarte sowie die Geldkartennummer gespeichert. Die Schattenkonten dienten dazu, Missbrauch mit der Geldkarte zu erkennen, falls ein Schattensaldo einen negativen Betrag aufweist.
Bei den meisten Banken und Sparkassen, die den GeldKarte-Chip auf ihren girocards oder Kundenkarten aufbrachten, wurde das Aufladen als kostenlose Serviceleistung angeboten. Bei Aufladung am Geldautomaten oder Ladeterminal konnten je nach Institut und aufzuladender Karte Kosten anfallen. Die Volks- und Raiffeisenbanken beispielsweise verlangen 50 Cent pro Aufladung bei anderen Banken des Verbandes.
Ab September 2007 konnten Geldkarten kostenlos online über das Internet aufgeladen werden. Voraussetzung hierfür war ein PC mit angeschlossenem Chipkartenleser. Die Bezahlung war über das Online-Bezahlverfahren giropay mit Gutschein oder gegen Vorkasse möglich.
Auf der CeBIT 2008 wurde – nach einer ersten Live-Demonstration – dafür das Internetportal http://www.geldkarte-laden.de/ freigeschaltet. Ein Nutzer benötigte lediglich einen Kartenleser mit Display und integrierter Tastatur der so genannten Klasse 3 oder nach der neuen ZKA-Spezifikation „KT-light“. Die Lade-Applikation wurde als Java-Applet in den Browser geladen, die Installation spezieller Software war nicht erforderlich. Zum Aufladen musste der User den Betrag jedoch zuvor auf ein Verrechnungskonto überweisen. Diesen Schritt der Abwicklung übernahm ein Bankdienstleister, der garantierte Überweisungen per Internetbanking ermöglichte.
2013 gab es in Deutschland rund 420.000 GeldKarte-Akzeptanzstellen.

## Bezahlvorgang
Es findet keine Authentifizierung des Kunden gegenüber dem Händler oder am Zahlungsterminal statt. Zum Bezahlen führt der Kunde seine Geldkarte in den Verkaufsautomaten oder das Zahlungsterminal des Händlers ein und bestätigt gegebenenfalls den angezeigten Zahlbetrag durch Drücken einer bestimmten Taste. Der Betrag wird vom Guthaben der Geldkarte abgebucht und zusammen mit der Kartennummer, einer Zahlungssequenznummer und der Kontonummer des Börsenverrechnungskontos der Geldkarte in einem kryptographisch gesicherten Transaktionsdatensatz auf dem Terminal gespeichert.
Bezahlt werden kann mit der Geldkarte bei jedem Akzeptanzpartner, der mit einem Kreditinstitut einen Vertrag zur Akzeptanz der Geldkarte geschlossen hat. Der Händler erhält dazu eine „Händlerkarte“, die als physisches Gegenstück zur Geldkarte oder als Softwareschlüssel in das Zahlungsterminal integriert wird.
Jeder Zahlvorgang geschieht offline, erst nach dem Kassenschluss des Zahlungsterminals werden die gesammelten Umsätze an eine Verrechnungsstelle (Evidenzzentrale) übermittelt („eingereicht“) und unter Abzug einer Gebühr von 0,3 % (wenigstens 0,01 EUR) dem Händlerkonto gutgeschrieben. Bei den kartenausgebenden Kreditinstituten wird für jede Geldkarte ein Schattensaldo geführt, welcher dem Geldwert der Karte entspricht.
Die Händlerdaten werden physisch getrennt von den Kartendaten verarbeitet. Ein Abgleich ist nur mit gerichtlicher Erlaubnis (z. B. im Zuge eines Strafverfahrens) möglich; derartige Fälle sind aus der Praxis bislang nicht bekannt.
Für das Jahr 2010 wurde ein durchschnittlicher Zahlbetrag von 3,02 EUR ermittelt. Im Jahr 2016 lag dieser Wert bei 3,32 EUR.

## Kryptographie
Zur Vertraulichkeit im System Geldkarte werden der DES- (Data Encryption Standard) und für besonders sicherheitsrelevante Objekte der Triple-DES-Algorithmus angewendet. Dieser läuft hierbei im EDE-Modus (Encryption-Decryption-Encryption) ab. Beide Algorithmen können sowohl im CBC- (Cipher Block Chaining Mode) als auch im CFB-Modus (Cipher Feedback Mode) ablaufen.
Zur Datenintegrität werden Message Authentication Codes benutzt. Es existiert sowohl ein Verfahren für eine MAC-Erzeugung der Länge 8 Byte als auch eine Erzeugung der Länge 16 Byte. Diese Message Authentication Codes verwenden die oben genannten Algorithmen DES und Triple-DES zur Generierung eines Message Authentication Codes.

### Altersverifikation

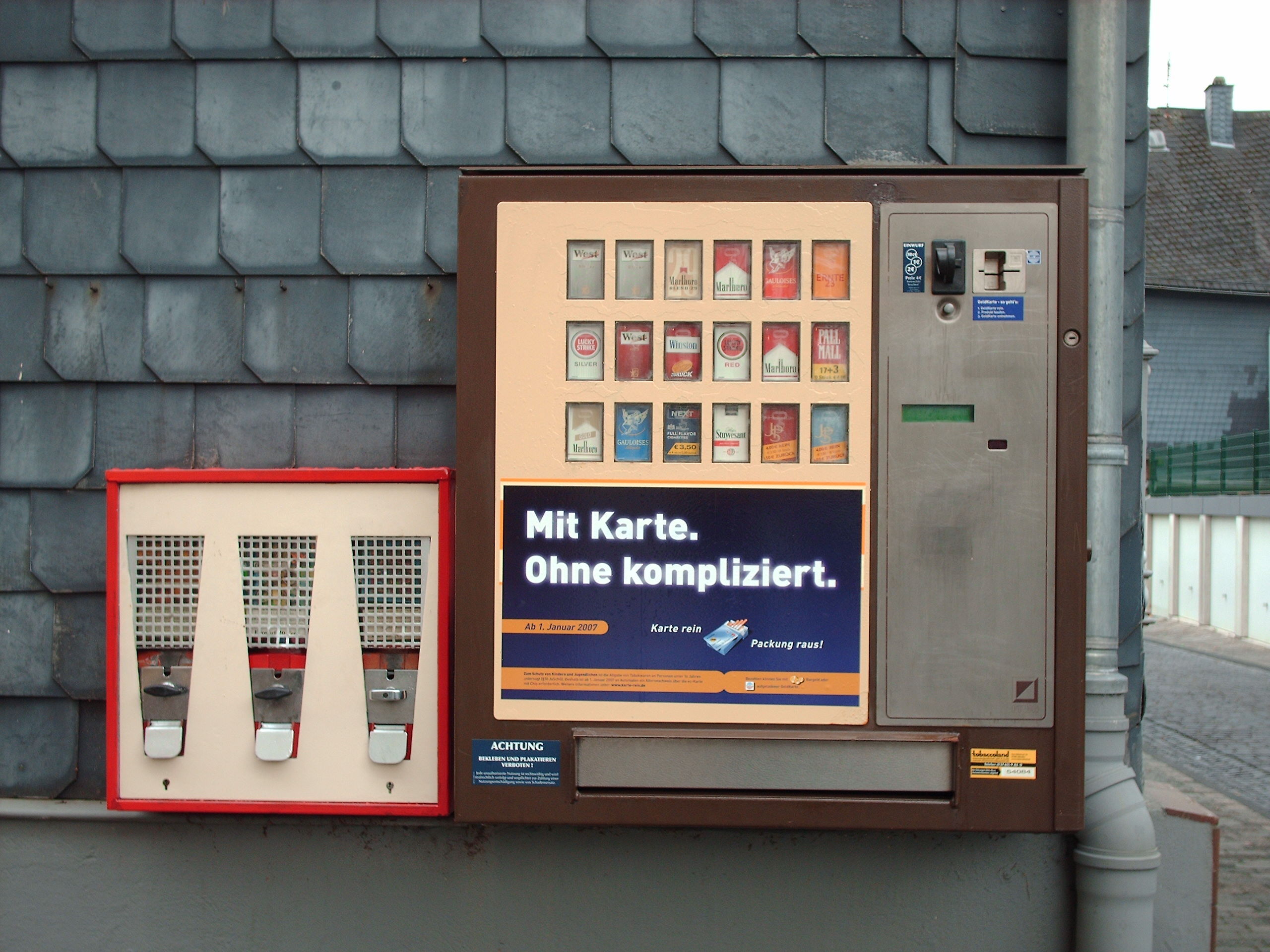
Zigarettenautomat mit Hinweis auf Geldkarte-System

Seit dem 1. Januar 2007 können Zigaretten an Automaten nur gekauft werden, wenn mit der Geldkarte, mit dem Personalausweis oder mit dem Führerschein nachgewiesen wird, dass der Inhaber mindestens 18 Jahre alt ist. Bei konto- und personengebundenen Geldkarten ist das Volljährigkeitsmerkmal gespeichert, sofern der Karteninhaber zum Ausstellungszeitpunkt bereits 18 Jahre alt war. War der Karteninhaber zum Zeitpunkt der Kartenausstellung minderjährig, ist kein Volljährigkeitsmerkmal auf der Karte gespeichert. Hier erfolgt die nächste Prüfung auf Volljährigkeit bei der Produktion der Folgekarte. Kontoungebundene Geldkarten sind nie mit einem Jugendschutzmerkmal versehen. Nicht-Volljährige können auf Antrag und mit Zustimmung der Erziehungsberechtigten das Datum in verschlüsselter Form einspeichern lassen, an dem sie volljährig werden. Daraus kann der Zigarettenautomat berechnen, ob der Inhaber bereits 18 Jahre alt ist. Seit dem 1. Januar 2009 müssen Automaten insofern umgerüstet sein, dass für den Zigarettenkauf ein Volljährigkeitsmerkmal auf der Karte erforderlich ist, um der Gesetzesänderung zum 1. September 2007, wonach die Abgabe von Tabakwaren an Kinder und Jugendliche unter 18 Jahren verboten ist, gerecht zu werden.
Das Jugendschutzmerkmal auf dem Chip der Geldkarte ermöglicht die Volljährigkeitsprüfung (Altersverifikation) im Internet. Die Geldkarte ist in einem noch einzureichenden Gesamtkonzept von der Kommission für Jugendmedienschutz (KJM) zur Herstellung von „geschlossenen Benutzergruppen“ im Internet positiv bewertet worden. Neben der Volljährigkeitsprüfung ist eine Prüfung auf 16 Jahre möglich. Pornoseiten setzen die Geldkarte bereits als Zugangsschutz ein.

### E-Ticket
Dadurch, dass eine Anzahl von Lade- oder Bezahlvorgängen auf dem Chip gespeichert werden können, lässt er sich als „elektronischer Beleg“ verwenden, beispielsweise als Fahrkarte (E-Ticket). Viele Verkehrsunternehmen gewähren einen Rabatt bei Bezahlung des Tickets mit Geldkarte, da die Vertriebskosten eingespart werden.

### Bezahlen im Internet
Zum Bezahlen im Internet benötigt der Kunde eine Geldkarte und einen Chipkartenleser der Sicherheitsklasse 3. Beim Bezahlen im Internet wird im Browser ein separates Bezahlfenster eingeblendet, in dem der Zustand des Vorgangs ersichtlich ist. Der Kunde bestätigt Anbietername und Betrag. Nach dieser Autorisierung wird der Geldwert von der Geldkarte abgebucht.

## Gründe für den Einsatz der Geldkarte
Der Vorteil der Geldkarte für den Benutzer wird darin gesehen, dass er seltener „Kleingeld“ verwenden muss. Gegenüber der Zahlung per Kredit- oder Debitkarte besteht der Vorteil darin, dass der zeitaufwändige Vorgang der Identifizierung durch Ausdrucken eines zweiten Beleges, Eintippen der Geheimzahl oder Unterschriftvergleich entfällt. Außerdem wird die Abrechnung von Kleinbeträgen mit Hilfe von Karten durch die relativ geringen Kosten für den Handel attraktiv.
Die Kreditinstitute stellen in ihrer Werbung außer Zahlungsvorgängen im Handel folgende Einsatzmöglichkeiten der Geldkarte heraus:
- das Bezahlen an Parkscheinautomaten oder an Parkschranken
- den Fahrkartenkauf an Automaten oder in den Fahrzeugen des öffentlichen Personennahverkehrs wie etwa Streifenkarten für die Straßenbahn
- die Briefmarkenautomaten der Deutschen Post (seit 2016 nicht mehr möglich)
- für Tickets bei Sportveranstaltungen (beispielsweise beim Fußball-Bundesligisten VfL Wolfsburg sowie in der Schwalbe-Arena des Handball-Erstligisten VfL Gummersbach).

## Nachteile und Probleme

### Datenschutz
Aus steuerlichen Gründen speichern die Evidenzzentralen (s. o.) für mehrere Jahre die vorgenommenen Bezahlvorgänge. Eine Rückverfolgung ist möglich, wenn „mehrere Institutionen ihre Daten in nicht vorgesehener Weise miteinander abgleichen“. Nur schwer rückverfolgbar sind Zahlungen mittels einer kontoungebundenen Geldkarte („weiße Geldkarte“) beim Aufladen der Karte per Bareinzahlung am Bankschalter.

### Störanfälligkeit
Die Geldkarte ist anfälliger für Abnutzung/technische Störungen als Bargeld. Liegt eine Störung auf der Karte oder z. B. bei einem Lesegerät vor, ist das Bezahlen per Geldkarte nicht möglich.

### Mangelnde Transparenz
Als weiterer Nachteil wird von Nutzern angeführt, dass sie keinen Überblick über die Ausgaben und das verbliebene Restguthaben auf dem Chip haben. Die meisten Verkaufsautomaten und Händlerterminals zeigen jedoch den Restsaldo nach Bezahlung an. Darüber hinaus gibt es Taschenkartenleser, die das Restguthaben, 3 letzte Lade- und 15 letzte Bezahlvorgänge anzeigen können. Viele Kunden können ein solches Gerät, das meistens die Ausführung eines Schlüsselanhängers hat, bei ihrem Kreditinstitut zu vergünstigten Preisen erwerben. So bieten viele Sparkassen die Taschenkartenleser mit der Bezeichnung „miniJack“ ihren Kunden teils unter den Selbstkosten an. Viele TAN-Generatoren unterstützen ebenfalls die Anzeige des Guthabens und der letzten Lade- und Zahlvorgänge. Das Guthaben neuerer Geldkarten mit Girogo-Funktionalität lässt sich auch über ein NFC-fähiges Mobiltelefon und eine dazu passende App auslesen.

### Zinsloser Kredit für Anbieter
Das Guthaben auf einer Geldkarte ist für den Geldkarten-Anbieter als zinsloser Kredit nutzbar. Dem Nutzer entgehen während dieser Zeit die Zinsen, die er z. B. auf einem Sparkonto dafür erhalten würde. Für den Kunden ergibt sich gegenüber der Bargeldhaltung jedoch kein Nachteil, da er bei Geldkartenguthaben seine Bargeldmenge entsprechend verringern kann, sofern das Guthaben auf der Karte überall einsetzbar ist.

### Verlust / Defekt
Da das Guthaben frei übertragbar ist, können unehrliche Finder mit der gefundenen Geldkarte bezahlen. Der Besitzer haftet also für die Geldkarte.
Die Gelder werden auf Schattenkonten geführt. So ist es der Bank bei einem Defekt der Karte möglich, dem Kunden das Guthaben zu erstatten.

### Begrenzung auf Deutschland
Die deutsche Geldkarte ist inkompatibel zu elektronischen Geldbörsensystemen in anderen Ländern, auch innerhalb der Eurozone, wie der Quick-Funktion in Österreich. Der Einsatzbereich der Geldkarte ist damit strikt auf Deutschland begrenzt und ist auch dort Besuchern aus dem Ausland verwehrt.

### Nichtübertragbarkeit von Guthaben
Das Verleihen oder Verschenken von Geldbeträgen ist mit der Geldkarte nicht möglich.

### Prepaid-System
Der Bundesverband der Deutschen Volksbanken und Raiffeisenbanken (BVR) führte 2018 als einen der Gründe für die geringe Akzeptanz der GeldKarte bei Verbrauchern an, das Aufladen der Karte vor Benutzung sei zu unpraktisch.

## Mangelnde Akzeptanz und Ausstieg
Im Gegensatz zu den Erwartungen schlossen sich viele der potenziellen Akzeptanzunternehmen dem System nur zögernd oder gar nicht an. Ebenso gelang es nicht, eine Harmonisierung mit anderen Kartenausgebern wie etwa der Deutschen Telekom zu erreichen, um mit der Geldkarte Telefonzellen nutzen zu können. Mittlerweile haben bedeutende Zielunternehmen wie die Leistungserbringer im Hamburger Verkehrsverbund, die Verkehrsgesellschaft Frankfurt am Main und im Verkehrsverbund Neckar-Alb-Donau sowie die Deutsche Post an ihren Briefmarkenautomaten die Akzeptanz der Geldkarte wieder eingestellt.
Die genossenschaftlichen Kreditinstitute gaben 2014 bekannt, sich bis zum Jahr 2017/2018 komplett aus dem GeldKarten-System zurückzuziehen und nicht das (auf der GeldKarte basierende) Girogo-System einzuführen. Die Deutsche Bank kündigte im Juni 2018 an, keine Karten mit der GeldKarte-Funktion mehr auszustellen.
Die Sparkassen gaben 2020 bekannt, sich bis 2024/2025 aus dem Geldkarte-System zurückzuziehen. Ab Juli 2020 wurden Sparkassen-girocards ohne die Symbole für GeldKarte und girogo ausgestellt.
Die Commerzbank zieht sich ebenfalls aus dem System zurück und gab ab Oktober 2020 keine Girokarten mehr mit Geldkartenfunktion aus. Bestehende Geldkarten werden jedoch bis zum Ende der Gültigkeit der Girokarte weiterhin funktionsfähig bleiben.

## Studien zu Zahlungsverfahren
- Markus Breitschaft, Thomas Krabichler, Ernst Stahl, Georg Wittmann: Sichere Zahlungsverfahren für E-Government. In: Bundesamt für Sicherheit in der Informationstechnik (Hrsg.): E-Government-Handbuch. Bundesanzeiger Verlag, 2004. Aktualisierte Version Mai 2005, ISBN 3-89817-180-9 (PDF; 1,23 MB (Memento vom 17. Januar 2012 im Internet Archive)).
- Markus Breitschaft, Thomas Krabichler, Ernst Stahl, Georg Wittmann: Zahlungsabwicklung im Internet – Bedeutung, Status-quo und zukünftige Herausforderungen. Regensburg 2006, ISBN 3-937195-12-2 (Näheres zur Zahlungsabwicklung im Internet).